# Tossal de la Bassa Nova
El Tossal de la Bassa Nova és una muntanya de 457 metres que es troba al municipi de Torrefeta i Florejacs, a la comarca catalana de la Segarra.